# 3. мај 1808.
Трећи мај 1808. (на шпанском: El tres de mayo de 1808 en Madrid или Los fusilamientos de la montaña del Príncipe Pío, или Los fusilamientos del tres de mayo) је слика шпанског сликара Франциска Гоје насликана 1814. која се налази у музеју Прадо у Мадриду. На овој слици Гоја је покушао да обележи шпански отпор Наполеоновим војскама током окупације 1808. у Шпанском рату за независност. Садржај слике, презентација и емоционална сила обезбеђују статус револуционарне, архетипске слике ужаса рата. Иако се заснива на многим изворима високе и популарне уметности, Трећи мај 1808. представља јасну одвојеност од конвенције. Удаљавајући се од традиције хришћанске уметности и традиционалног приказивања рата, она нема посебан преседан и препозната је као једна од првих слика модерне ере. Према историчару уметности Кенету Кларку, Трећи мај 1808. је „прва велика слика која се може назвати револуционарном у сваком смислу те речи, у стилу, субјекту и у сврси”. Трећи мај 1808. инспирисала је бројне друга уметничка дела, међу којима су и серије слика Едуара Манеа и две Пикасове слике, Масакр у Кореји и Герника.

## Позадина
Наполеон Бонапарта проглашен је првим конзулом Француске републике 10. новембра 1799. а крунисан је цара 1804. године. Пошто је Шпанија контролисала приступ Медитерану, била је политички и стратешки важна за интересе Француске. Владајући шпански суверен, Карлос IV, међународно је сматран неефектним. Наполеон је искористио слабог краља тако што је предложио да две нације осваје и поделе Португал, тако да свака узиме трећину плена, а последњу трећину добија шпански премијер Мануел де Годој, заједно са титулом принца. Годој, међутим, није схватио Наполеонову истинску намеру и није био свестан да је његов нови савезник и сувладар, син претходног краља, Фердинанд Шести, користио инвазију само као прилику да заузме шпански парламент и престо. Фердинанд је планирао не само да Годој буде убијен током предстојеће борбе за власт, већ и да жртвује животе својих родитеља.
Под изговором ојачавања шпанске војске, 23.000 француских војника ушло је у Шпанију у новембру 1807. Чак и када су Наполеонове намере постале очигледне следећег фебруара, отпор није био велики, осим неколико изолованих акција у неповезаним подручјима, укључујући Сарагосу. Након што је Наполеон убедио Фердинанда да врати шпанску владавину Чарлсу Четвртом, овај није имао избора него да се одрекне власти 19. марта 1808. године у корист Жозефа Бонапарте, Наполеоновог брата.
Иако је шпански народ у прошлости прихватио иностране монархије, пружали су отпор новом француском владару. Другог маја 1808, изазвани вестима о планираном премештању последњих чланова шпанске краљевске породице у Француску, људи у Мадриду су се побунили. Саопштење које је Маршал Мурат тог дана издао гласи: „Становништво Мадрида које се побунило проузроковало је насиље. Потекла је француска крв.То захтева освету. Сви онi који су ухапшени у устанку, биће стрељани.” Гоја је обележио побуну у свом Другом мају, који приказује јуриш коњице против побуњеника на тргу Пуерта дел Сол у центру Мадрида. Много познатија слика, Трећи мај илуструје француску одмазду: пре зоре следећег дана стотине Шпанаца је стрељано на бројним локацијама око Мадрида. У фебруару 1814, након коначног протеривања Француза, Гоја је приступио привременој влади са захтевом да „очува својом четком најзначајније и херојске акције наше славне побуне над Тиранином Европе.” Његов предлог је прихваћен и он је почео са радом. Није познато да ли је лично био сведок побуне или одмазде, упркос многим каснијим покушајима да га поставе на неки од два догађаја.

## Слика

### Опис
Слика се усредсређује на две групе мушкараца: једна ригидно постављена стрељачка група, а друга неорганизована група заробљеника држана на нишану. Џелати и жртве се суочавају на уском простору. Квадратна лампа која се налази на земљи између две групе баца драматично светло на сцену. Најсјајнија илуминација пада на жртве лево, у чијим се редовима налази монах или калуђер у молитви. Надесно и на средини слике, друге осуђене фигуре стоје следеће у реду да буду стрељане. Централна фигура је осветљени човек који клечи усред крвавих лешева оних који су већ стрељани, раширених руку. Његова жута и бела одећа одражавају светлост лампе. Његова једноставна бела мајица и сунчано лице показују да је он обичан радник.
На десној страни налази се стрељачки одред, заробљен у сенци и обојен као монолитна јединица. Гледани скоро од позади, њихови бајонети и шешири формирају немилосрдну и постојану колону. Без ометања интензитета представе која је у првом плану, село се стрмо развија у ноћној удаљености, и вероватно обухвата касарну коју користе Французи. У позадини између брда и чакоа је гомила са бакљама: можда посматрачи, а можда други војници или жртве. Сматра се да су Други и Трећи маја 1808. били намењени деловима веће серије. Писани коментари и индиректни докази указују на то да је Гоја сликао четири велике слике које су обележиле побуну у мају 1808. У својим мемоарима Краљевске академије 1867. Хозе Каведа је писао о четири слике Гоје, а Кристобал Фериз, уметник и колекционар, спомиње још две слике на ову тему: Побуна у краљевској палати и Одбрана артиљеријске касарне. Нестанак две слике може указати на званично незадовољство приказом народне побуне.

### Иконографија и настанак
У почетку слика се сусрела са помешаним реакцијама критичара уметности и историчара. Уметници су раније имали тенденцију да приказују рат у високом стилу историјског сликарства, а Гојино нехеројско представљање је било необично за то време. Према неким ранијим мишљењима, слика је била технички неисправна: перспектива је равна или жртве и џелати стоје превише близу да би било реално. Иако ова запажања могу бити тачна, писац Ричард Шикел тврди да се Гоја не бори за академску прикладност већ да ојача укупни утицај дела.
Слика је структурно и тематски везана за традиције мучеништва у хришћанској уметности, као што је наглашено у драматичном коришћењу кјароскуроа, као и у приказу живота насупрот неизбежности непосредног погубљења. Међутим, Гојина слика се налази ван ове традиције. У Трећем мају човек са подигнутим рукама у средишњој тачки композиције често се упоређује са разапетим Христом, а слична поза понекад се види у приказима Христове молитве на Маслинској гори. Гојина фигура приказује стигму на десној руци, док лампа у центру слике упућује на традиционални елемент који се повезује са римским војницима који су ухапсили Христа у врту. Не само да се поставља као да је у распећу, он носи жуто и бело: хералдичке боје папства. Свети Бартоломеј ког је 1722. насликао Ђовани Батиста Тијеполо је традиционална сцена мучеништва на којој светац моли Бога. Гоја је извукао инспирацију из иконографије таквих насилних сцена. Лампе као извор илуминације у уметности широко су користили барокни уметници, а ову технику је усавршио Каравађо. Традиционално, драматични извор светлости и резултујући кјароскуро коришћени су као метафора за присуство Бога. Осветљење бакљом или свећом је добило религиозне конотације; али у Трећем мају лампа не производи такво чудо. Уместо тога, ослобађа светлост само тако да стрељачка јединица може да заврши свој мрачан рад и обезбеди снажну осветљеност тако да гледалац може сведочити о бесмисленом насиљу. Традиционална улога светлости у уметности као канала духовног је срушена.
Жртва коју је представио Гоја је анониман као и његове убице. Његова молба није упућена Богу на начин традиционалног сликарства, већ безличном стрељачком одреду. Није му додељен хероизам индивидуалности, већ је он само део континуума жртава. Испод њега лежи крвав и унакажен леш; иза њега и око њега су други који деле заједничку судбину. Овде по први пут, према биографу Фреду Личу, узвишеност у индивидуалном мучеништву замењује узалудност и безначајност, виктимизација масовног убиства и анонимност као жиг модерних прилика.

## Порекло
Упркос комеморативној вредности рада, нису познати никакви детаљи о његовој првој изложби, и није поменут ни у једном преживелом савременом извештају. Овакав недостатак тумачења може бити због преференције Фернанда Седмог према неокласичној уметности, и чињеници да се популарни револти било које врсте нису сматрали примереном темом за поновно успостављену власт Бурбона. Споменик палима у устанку, који је и поручен од стране привремене владе 1814. „зауставио  је Фердинанд Седми, у чијим очима су сенатори и хероји из рата за независност имали малу заслугу, због својих реформаторских тенденција.” 
Према неким извештајима, слика је лежала у складишту тридесет до четрдесет година пре него што је приказана јавности. Његово спомињање у попису музеја Прадо из 1834. показује да је слика остала у поседу владе или монархије, а већина краљевске колекције је пренета у музеј након његовог отварања 1819. Теофил Готије је споменуо да је видео Гојин „масакр”  током посете музеју 1845. а посетилац из 1858. је то такође забележио, иако се оба извештаја односе на дело које приказује догађаје другог маја, можда зато што Други Мај наставља да буде шпанско име за цело дешавање.

## Завештање
Прво парафразирање Трећег маја било је Манеово Смакнуће цара Максимилијана, насликано у неколико верзија између 1867. и 1869. Бележући актуелни догађај којем ни он ни уметност фотографије није сведок, Мане се чини  инспирисан Гојом. Можда је видео дело у Праду 1865. пре него што је започео рад на својим сликама, које су биле сувише осетљиве да би биле изложене у Француској током Манеовог живота.
Уметнички критичар Артур Данто упоређује Гојин рад и Манеов:
Трећи мај такође приказује извршење, рани догађај у тзв. Пенинсуларном рату између Француске и Шпаније. Наполеон Бонапарте је извршио инвазију на Шпанију 1808. године, заробио краљевску породицу и заменио их својим братом, Џозефом. Французи су били непопуларни у Шпанији, као што су касније били и у Мексику, и наишли су на жестоку побуну, која је коначно тријумфовала. Погубљење трећег маја је било неселективно убијање цивила од стране француских војника као одмазда за герилски напад претходног дана. Гојина слика масакра, која приказује уплашене цивиле који су суочени са стрељачким одредом, имала је за циљ да изазове љутњу и мржњу шпанских гледалаца.
Трећи мај се наводи као утицај на Пикасову Гернику из 1937. која показује последице нацистичког немачког бомбардовања Гернике током шпанског грађанског рата. Изложба 2006. године у Прадо и Рејна Софији показала је Трећи мај, Гернику и Смакнуће цара Максимилијана у истој просторији. Такође у просторији је био Пикасов Масакр у Кореји, насликан 1951. године током Корејског рата што је још директнија референцу на композицију Трећег маја.
Масакр у Кореји Пабла Пикаса (1951) био је осликан као протест против интервенције Сједињених Држава у Кореји. Пикасо директно цитира Трећи мај 1808.  у ономе што један критичар сматра бомбастичном и духовитом композицијом. Алдус Хуксли је 1957. написао да Гоји недостаје Рубенсова способност да испуни платно нарученом композицијом; али је Трећи мај сматрао успехом јер Гоја „говори на свом матерњем језику и стога може изразити оно што жели са максималном снагом и јасношћу.”
Кенет Кларк приметио је радикално одступање од сликарске историје и њеног сингуларног интензитета:
Са Гојом ми не размишљамо о атељеу или чак о уметнику на послу. Ми мислимо само на догађај. Да ли то подразумева да је Трећи мај врста супериорног новинарства, запис о једном инциденту у којем се дубина фокуса жртвује због непосредног ефекта? Стидим се да кажем да сам једном то мислио; али што дуже гледам ову необичну слику и Гојине друге радове, јасније препознајем да сам погрешио.